# Toyota 3S-GTE
Der 3S-GTE ist ein Reihen-Vierzylinder-Ottomotor mit Turbolader von Toyota mit einem Hubraum von 1984 cm³ (2,0 l). Der Motor wurde hauptsächlich in der Celica und im MR2 verbaut, außerhalb Europas auch in der Caldina. Die Zylinder sind von 1 bis 4 durchnummeriert, vom Zahnriemen aus beginnend. Die Zündreihenfolge ist 1-3-4-2. Der Motor besteht aus einem Block aus Grauguss und einem Aluminium-Zylinderkopf, welcher in Zusammenarbeit mit Yamaha entstand. Die Turbolader werden von Hitachi gefertigt.

## Ausbaustufen

### Generation 1
Das Licht der Welt erblickte der 3S-GTE Motor 1987 als Herz der Celica 4×4 Turbo (außerhalb Europas auch Celica GT-Four genannt). Die erste Generation verwendete den CT26-Turbolader und mobilisierte 185 PS bei einer Drehzahl von 6000/min. Das maximale Drehmoment betrug 250 Nm bei 3600/min. Der Turbolader erzeugte maximal 0,5 bar Ladedruck ab ca. 3000/min. Die komprimierte Luft wurde über einen Wasser/Luft-Ladeluftkühler gekühlt.

### Generation 2
Mit dem Modellwechsel bei der Celica 1990 folgte die zweite Generation des 3S-GTE. Neben kleineren Änderungen am Motor selber – wie der Anhebung des Verdichtungsverhältnisses von 8,5:1 auf 8,8:1 – wurde nun ein Luft/Luft_Ladeluftkühler eingesetzt. Als Turbo kam wieder der CT26 zum Einsatz, welcher hinsichtlich der Zuverlässigkeit weiterentwickelt wurde. Das neue Triebwerk leistete nun 204 PS/275 Nm in der Celica 4×4 Turbo. 1993 wurde anlässlich des WRC-Fahrertitels 1990 und 1992 von Carlos Sainz und zum Zweck der Homologation eine auf 5.000 Stück weltweit limitierte Sonderserie der Celica 4×4 Turbo vorgestellt, die Celica Carlos Sainz Limited Edition. Neben der Plakette mit der Editionsnummer und dem äußerlich anderen Bodykit hatte das Auto einen leicht modifizierten 3S-GTE der zweiten Generation unter der Haube, der wie die erste Generation einen Wasser/Luft-Ladeluftkühler verbaut hatte, und 208 statt 204 PS erzeugte.

### Generation 3

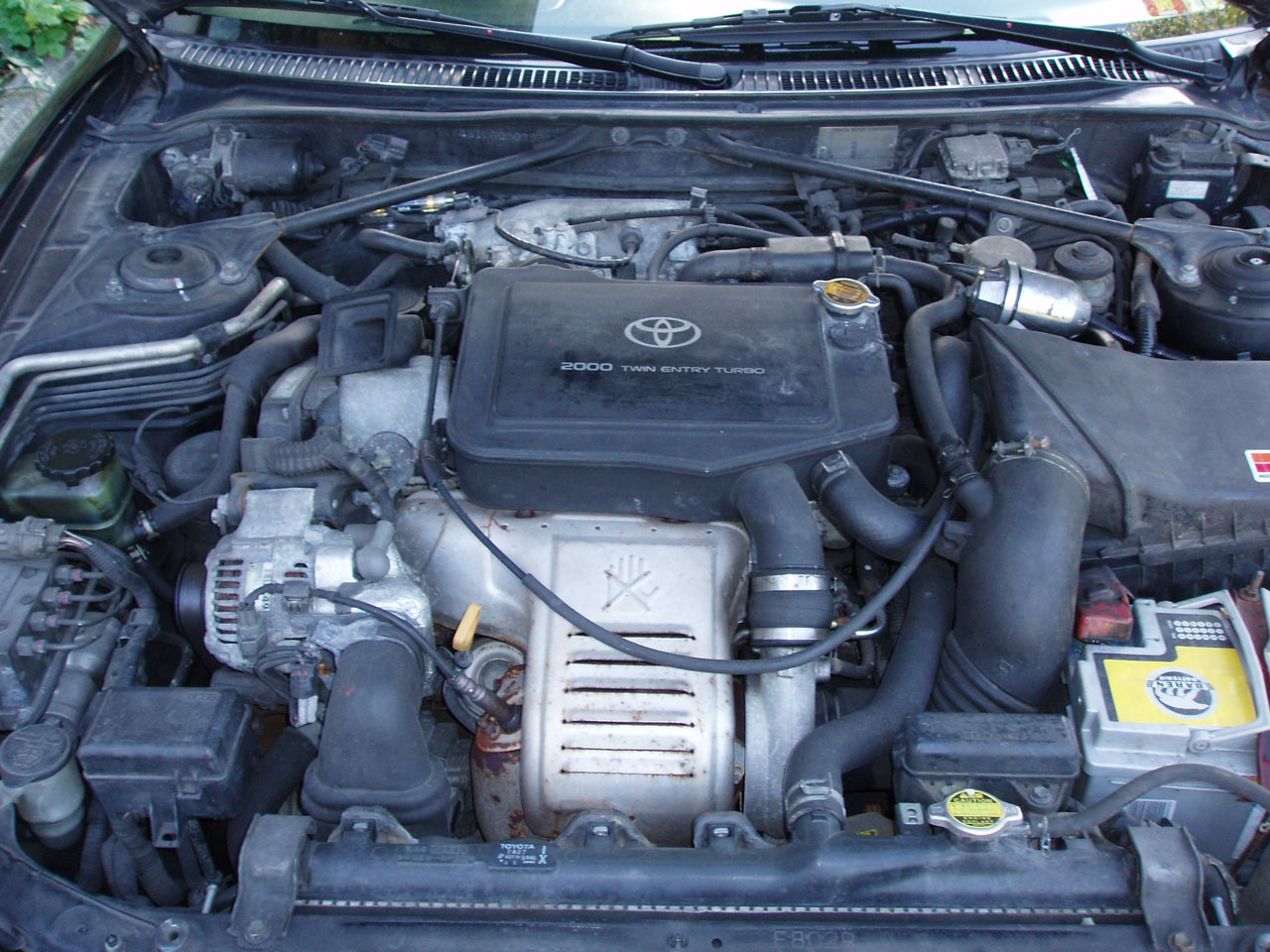
Ein 3S-GTE Gen3 in einer Celica GT-Four

1994 kam wieder ein neues Modell auf den Markt. Beflügelt vom Erfolg Toyotas in der WRC bekam auch dieses den 3S-GTE zusammen mit einem permanenten Allradantrieb spendiert, dieses Mal unter der offiziellen Bezeichnung GT-Four. Der neue Motor leistete nun 242 PS und 305 Nm bei rund 0,9 bar Ladedruck. Offensichtlichste Änderung ist die Umstellung des Turboladers vom CT26 auf den CT20b (diese Bezeichnung wurde nie offiziell von Toyota geführt, in Insiderkreisen ist diese Modellbezeichnung aber geläufig). In der japanischen Caldina GT-Four wurde ab 1997 eine leicht modifizierte Version des 3S-GTE verwendet, wieder mit einem Luft/Luft-Ladeluftkühler und 265 PS. Der ursprüngliche Gen3-Motor leistete auf dem Heimmarkt ebenfalls 265 PS, da in Japan Benzin mit 100 Oktan sehr verbreitet ist und die Steuereinheit der japanischen Motoren auf diese Benzinsorte eingestellt wurden. Daher rührt die Mehrleistung gegenüber den Exportmodellen, welche auf 95 Oktan Benzin eingestellt waren. Oft wird diese Ausbaustufe fälschlicherweise als Generation 4 bezeichnet, Kenner des 3S-GTE stufen diesen Motor jedoch als Gen3+ ein. Ab 1998 wurde der Verkauf der Celica GT-Four eingestellt, und somit wurde kein Auto mit dem 3S-GTE in Europa mehr verkauft.

### Generation 4
2002 wurde die dritte Generation der Caldina vorgestellt, die wieder eine turbogeladene Top-Motorisierung beinhaltete. Die vierte Generation hatte wieder einen neuen Turbolader und leistete wie die Vorgängergeneration 265 PS. Veränderungen am Motor dienten lediglich der Verbrauchsoptimierung und der Umweltfreundlichkeit.

### Der Motor in weiteren Modellen
Außerhalb der Celica wurde der 3S-GTE noch in der Caldina GT-Four verbaut (Generation 3+ und 4), sowie von 1990 bis 1999 im Toyota MR2 Turbo. Hier kam bis 1994 die zweite Generation mit 204 PS zum Einsatz, die letzten Modelle dieser Baureihe arbeiteten mit der dritten Generation. MR2 Turbos sind sehr selten und damit sehr begehrt, die so genannten "Late Spec" wurden fast ausschließlich für den japanischen Markt produziert.
Abseits der Serie ist der 3S-GTE wegen seiner (relativ) kompakten Bauweise und der hohen Standfestigkeit selbst bei erhöhter Leistung bei Motorenumbauten in der Toyota-Szene beliebt. Firmen wie z. B. fensport, aber auch Privatpersonen haben den Motor schon in Alltagswagen wie den Corolla oder in die aktuelle Auflage der Celica (die serienmäßig über keinen Motor mit Aufladung verfügt) eingebaut.

## Motorsport
In der Allradantrieb-Ära des Rallye-Sports bildete der 3S-GTE das Rückgrat von Toyotas Bemühungen in der WRC. Die Rennmotoren besaßen eine Leistung von rund 300 PS und 500 Nm. Die wichtigsten Erfolge waren:
- WRC-Fahrertitel 1990 (C. Sainz / L. Moya, Celica ST165)
- WRC-Fahrertitel 1992 (C. Sainz / L. Moya, Celica ST185)
- WRC-Fahrertitel 1993 (J. Kankkunen / N. Grist, Celica ST185)
- WRC-Werkstitel 1993
- WRC-Fahrertitel 1994 (D. Auriol / B. Occelli, Celica ST185)
- WRC-Werkstitel 1994
- WRC-Werkstitel 1999

Nach dem Rückzug Toyotas aus dem Rallyesport zugunsten der Formel 1 werden Fahrzeuge von Toyota nur noch von Privatteams in den Rallyes gefahren.